# Peter Fleischmann

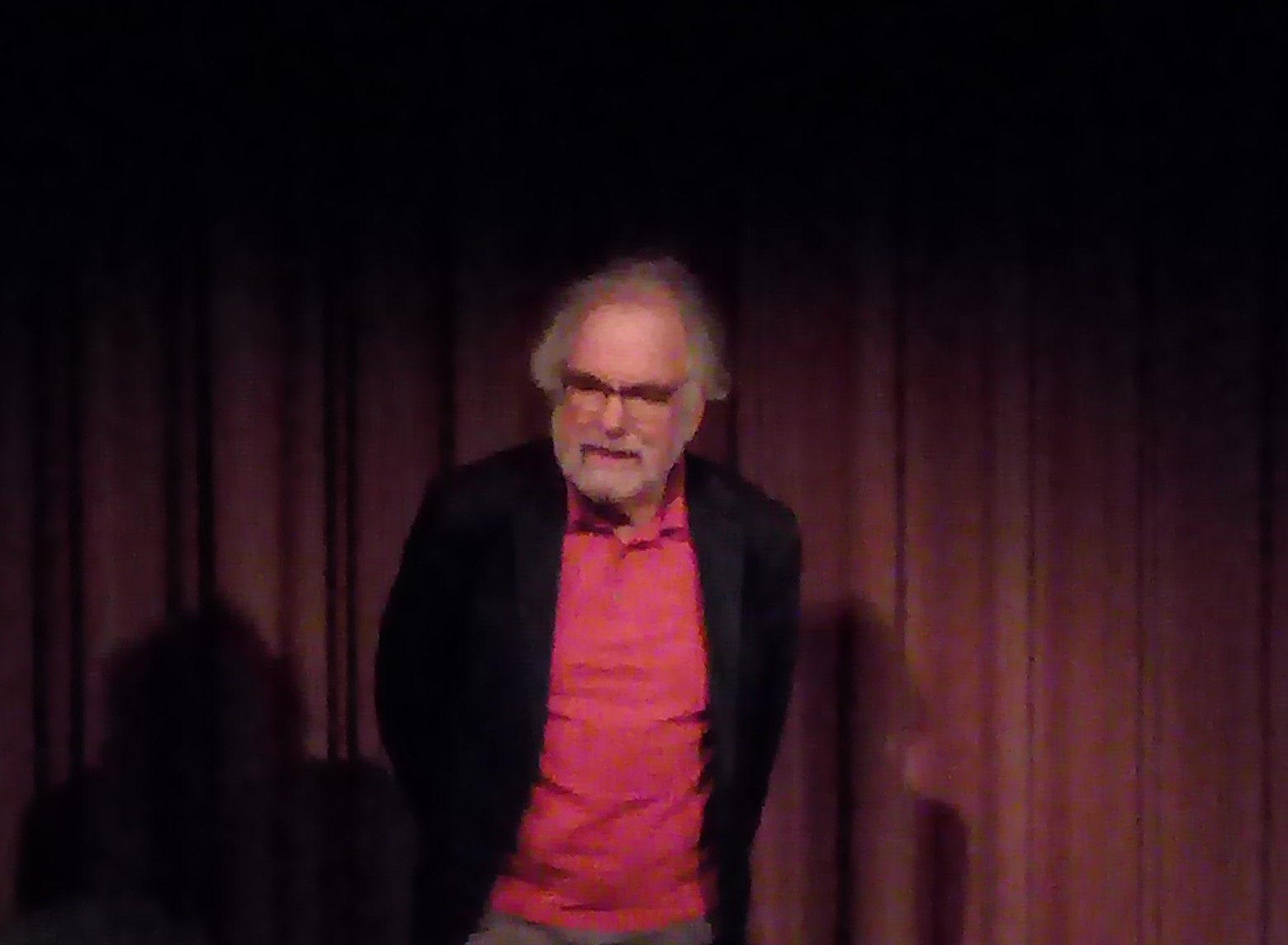
Peter Fleischmann 2019

Peter Fleischmann (Zweibrücken, 26 luglio 1937 – Potsdam, 11 agosto 2021) è stato un regista tedesco, esponente della corrente del cosiddetto Nuovo cinema tedesco.

## Biografia
Figlio di un giudice, fin da bambino è stato incoraggiato a coltivare interessi culturali e ha seguito lezioni di musica. Assieme ai suoi tre fratelli suonava in quartetto e nel frattempo dirigeva il cineclub della sua scuola. Sarebbe entrato in conservatorio, ma durante l'adolescenza decise di "contestare" la famiglia ed entrare in un circo, presso il quale lavorò per un anno.
Più tardi proseguì gli studi occupandosi di germanistica e di psicologia. A Monaco cominciò a frequentare il DIFF (Deutsches Institut für Film und Fernsehen) e a realizzare cortometraggi: il primo, diretto nel 1957 aveva come titolo Die Eintagsfliege (t.l. la mosca effimera). A questo primo esperimento fecero seguito Geschichte einer Sandrose (t.l. storia di una rosa di sabbia), Brot der Wüste (t.l. pane del deserto), Begegnung mit Fritz Lang (t.l. incontro con Fritz Lang), Der Test (t.l. l'esperimento), Alexander und das Auto ohne linken Scheinwerfer (t.l. Alexander e l'auto senza faro sinistro).
Nel 1967 realizzò Herbst der Gammler (t.l. l'autunno del capellone), un documentario sui conflitti generazionali grazie al quale ottenne i primi riconoscimenti internazionali. Nel frattempo aveva completato la sua formazione di cineasta a Parigi con una borsa di studio dell'IDHEC (Institut des hautes études cinématographiques).
Nel 1969 esordì nel lungometraggio con Scene di caccia in bassa Baviera, tratto da una pièce teatrale di Martin Sperr al quale volle affidare la parte del protagonista. Il film partiva dal capovolgimento dello schema dello Heimatfilm, film tradizionale della cinematografia tedesca a sfondo regional-patriottico, per mostrare come la mania dell'ordine e il clima idilliaco che vigono in un piccolo villaggio contadino vengono sconvolti dall'arrivo di un omosessuale, fino a sfociare in una feroce caccia al mostro che rischia di degenerare in un linciaggio.
Nello stesso anno fondò con il collega Volker Schlöndorff la Hallelujah Film, compagnia di produzione cinematografica, con la quale realizzò nel 1972 Das Unheil (t.l. la sventura)
Il successivo La dolcissima Dorothea (1973) scardina invece l'altrettanto popolare e redditizio schema del film pornografico: per denunciare lo sfruttamento commerciale del sesso utilizza volutamente un linguaggio cinematografico sciatto, con scene prive di valore formale, voci fuori sincrono o fuori dall'inquadratura, riprese filmate con camera a mano e didascalie satiriche.
Nel 1974 Fleischmann realizza il primo film con capitali internazionali, La smagliatura. Girato in Grecia con attori italiani (Ugo Tognazzi è il protagonista) e francesi, il film è una storia kafkiana sul regime dei colonnelli.
Nel 1978 dirige Die Hamburger Krankheit (t.l. Il morbo di Amburgo), una storia di fantascienza alla cui sceneggiatura ha collaborato il celebre scrittore Roland Topor. Dopo Frevel (1984), torna alla fantascienza nel 1989 con il discusso Es ist nicht leicht ein Gott zu sein (t.l. È difficile essere un dio).
Successivamente si è dedicato alla televisione realizzando ancora documentari, tra cui Deutschland, Deutschland (1991) e Mein Onkel der Winzer (t.l. mio zio, il piccolo) (1994).
Dal 1992, Peter Fleischmann è, insieme a Schlöndorff, dirigente degli studi dell'ex UFA, oggi Babelsberg Studios, a Potsdam.

## Filmografia parziale
- Scene di caccia in bassa Baviera (Jagdszenen aus Niederbayern) (1969)
- La sfortuna (Das Unheil) (1972)
- La dolcissima Dorothea  (Dorothea's Rache) (1973)
- La smagliatura (Der dritte grad) (1974)
- Il morbo di Amburgo (Die Hamburger Krankheit) (1978)
- Frevel (1984)
- È difficile essere un dio (Es ist nicht leicht ein Gott zu sein) (1989)